# Навальна Юлія Борисівна
Ю́лія Бори́сівна Нава́льна (уроджена Абро́симова; нар. 24 липня 1976, Москва, РРФСР, СРСР) — російська громадська діячка та політикиня. Вдова Олексія Навального (1976—2024). Регулярно згадується в ЗМІ як «перша леді російської опозиції».

## Біографія

### Ранні роки
Юлія Абросимова народилася 24 липня 1976 року в Москві, в сім'ї науковця Бориса Олександровича Абросимова (1952—1996). Її мати працювала в міністерстві легкої промисловості; батьки розлучилися, коли Юлія вчилася в п'ятому класі, мати вийшла заміж вдруге, за співробітника Держплану СРСР. У 2020 році журналіст Олег Кашин заявив, що батько Юлії — нині живий Борис Борисович Абросимов, секретар російського посольства у Великій Британії, пов'язаний зі спецслужбами, а тітка Олена Борисівна Абросимова, один з авторів конституції Росії. Чоловік Юлії у відповідь на це опублікував свідоцтво про смерть тестя, датоване 1996 роком.
Юлія закінчила факультет міжнародних економічних відносин Російської економічної академії імені Плеханова (дата невідома), пізніше проходила стажування за кордоном, навчалася в аспірантурі, деякий час працювала в одному з московських банків.
Влітку 1998 року на відпочинку в Туреччині Юлія познайомилася зі своїм однолітком Олексієм Навальним — юристом, теж жителем Москви. У 2000 році вона стала дружиною Навального, пізніше народила двох дітей — доньку Дарину (2001) і сина Захара (2008). За словами самої Юлії, вона допомагала батькам чоловіка в їх бізнесі, пов'язаному з лозоплетінням. В цілому про її трудову діяльність майже нічого не відомо; після 2007 року Юлія ніде не працювала офіційно, називаючи себе «головною з питань побуту і виховання дітей». За деякими даними, у 2000 році Навальна разом з чоловіком вступила в партію «Яблуко», з якої вийшла у 2011 році.

### Поруч з чоловіком

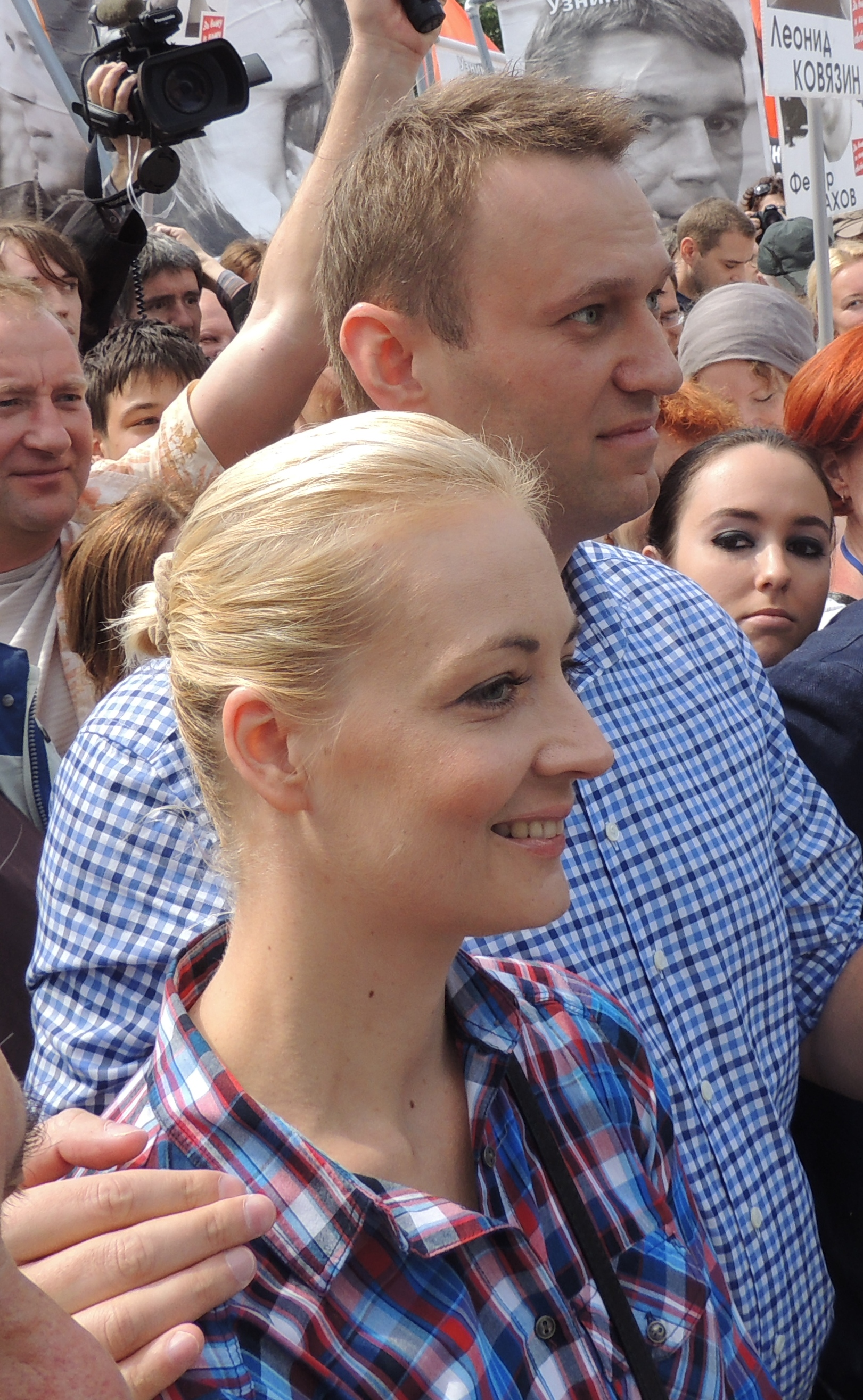
Олексій Навальний з дружиною Юлією на ході 12 червня 2013 року у Москві

З певного часу (після 2007 року) Олексій Навальний отримав всеросійську популярність як блогер і опозиційний політик. Юлія стала першим секретарем і помічником чоловіка. Життя сім'ї стало помітно більш публічним, так що Навальна опинилася в центрі уваги як «перша леді російської опозиції». Спостерігачі відзначають, що вона ніколи не намагалася позиціювати себе як самостійну фігуру: Юлія завжди поводиться як віддана дружина і соратниця («дружина декабриста»), готова до різких висловлювань і рішучих дій, якщо це необхідно її чоловікові, але не пов'язана з політикою безпосередньо. Вона виступала на ряді мітингів; главу Росгвардії Віктора Золотова, який у вересні 2018 року викликав Олексія Навального на «дуель», вона назвала «злодієм, боягузом і нахабним бандитом», лікаря Леоніда Рошаля, що висловився за співпрацю з німцями в лікуванні Олексія у вересні 2020 року, звинуватила в тому, що він виступає «не як лікар, а як голос держави».
Великий суспільний резонанс викликала поведінка Юлії восени 2020 року, коли її чоловіка екстрено госпіталізували в Омську з підозрою на отруєння. Навальна зажадала, щоб Олексія випустили в Німеччину для лікування, і навіть звернулася безпосередньо до президента Росії Володимира Путіна. Вона пішла за чоловіком у Берлін, була поруч з ним в клініці Шаріте, і той пізніше написав про це пост в Instagram. «Юля, ти мене врятувала», — написав Навальний на закінчення своєї розповіді. За версією «Нової газети», Навальна стала «Героєм року»-2020. Всі ключові ЗМІ Європи уважно стежили за її активністю і цитували її пости в соціальних мережах.
У січні 2021 року Юлія разом з чоловіком повернулася в Росію. Після затримання Олексія на кордоні вона виступила із заявою про те, що цей арешт і закриття аеропорту Внуково — прояв страху російської влади перед Навальним. «Олексій сказав, що він не боїться, — заявила вона. — І я теж не боюся. І вас всіх закликаю не боятися». Пізніше Навальна звинуватила силовиків у тому, що її «переслідують як дружину ворога народу». Вона написала в Instagram: «Настав 37-й рік, а ми й не помітили».

### Думки про політичне майбутнє Навальної

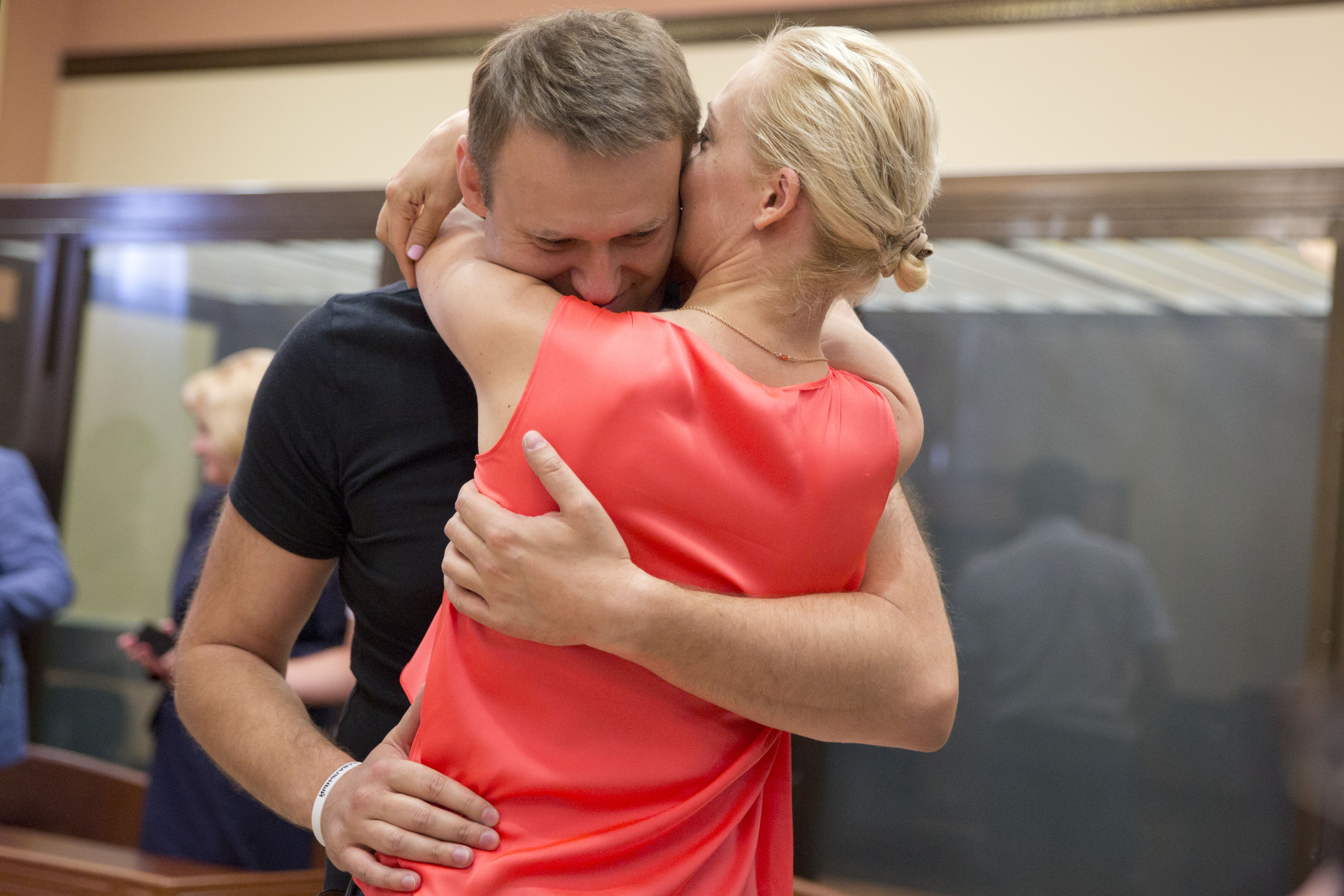
Подружжя Навальних після звільнення Олексія з-під варти завдяки апеляції прокуратури 19 липня 2013 року

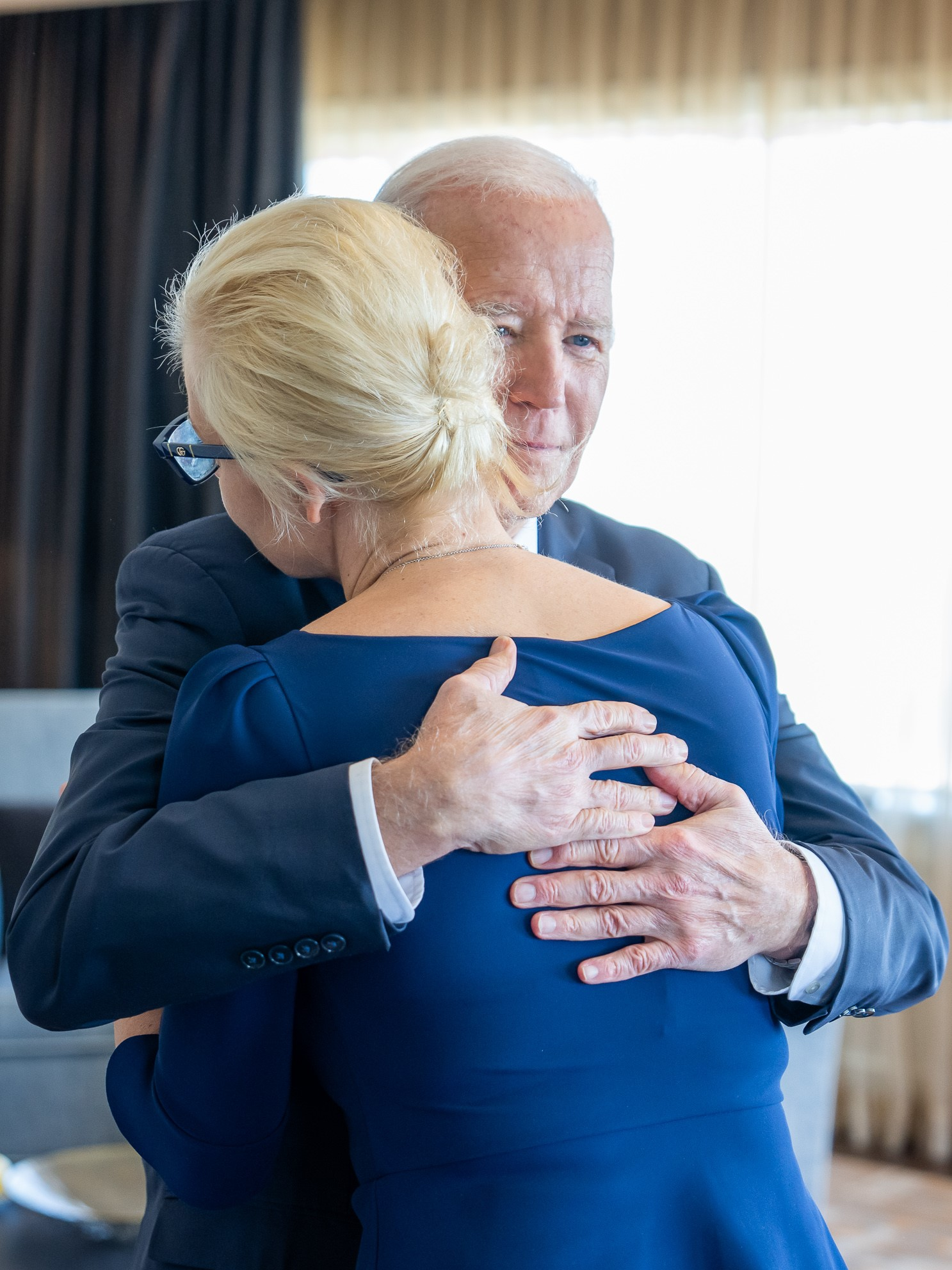
Джо Байден (2024)

Завдяки діяльності чоловіка Юлія ще у 2015 році увійшла в сотню найвпливовіших жінок Росії (за версією «Ехо Москви»). Після того, як Навальний отримав умовний термін, звучала думка про те, що дружина може висунути свою кандидатуру в президенти замість нього. Ксенія Собчак, за її словами, у 2018 році пропонувала цей варіант Олексію, але той його відкинув зі словами «Голоси не передаються». У вересні 2020 року, після отруєння Навального, почали з'являтися думки про те, що Юлія тепер починає відігравати самостійну політичну роль і може стати «російською Тихановською» — лідером всієї опозиції. Її плюсами називають гарну зовнішність, незаплямовану біографію, вміння говорити, образ «дружини революціонера». Юлію ставлять в один ряд з Індірою Ганді, Беназір Бхутто, Віолеттою Чаморро. Існують і думки про те, що такий поворот подій малоймовірний.
Марат Гельман передрік долю Юлії політика: він зазначив, що Навальна, «врятувала чоловіка від смерті, стала сильною політичною фігурою» і тепер може виграти вільні вибори в Росії у будь-кого, крім Путіна. В одному з німецьких ЗМІ прозвучало припущення, що Навальна висуне свою кандидатуру в депутати Державної думи на найближчих виборах.
18 січня 2021 року, відразу після арешту Навального, політолог Андрій Манойло припустив, що тепер Юлія може очолити всю російську опозицію.
Письменнику Дмитру Бикову, за його словами, Навальна нагадує героїню Людмили Петрушевської: вона «стикається з обставинами сильнішими за неї, але якесь диво допомагає їй перемогти світове зло».